# El Cuajilote, Cuitláhuac
El Cuajilote är en ort i Mexiko.   Den ligger i kommunen Cuitláhuac och delstaten Veracruz, i den sydöstra delen av landet, 270 km öster om huvudstaden Mexico City. El Cuajilote ligger 313 meter över havet och antalet invånare är 255.
Terrängen runt El Cuajilote är platt åt nordost, men åt sydväst är den kuperad. Terrängen runt El Cuajilote sluttar österut. Runt El Cuajilote är det ganska tätbefolkat, med 134 invånare per kvadratkilometer. Närmaste större samhälle är Cuitláhuac, 7,2 km norr om El Cuajilote. Trakten runt El Cuajilote består till största delen av jordbruksmark.